# Art urbain à Valence

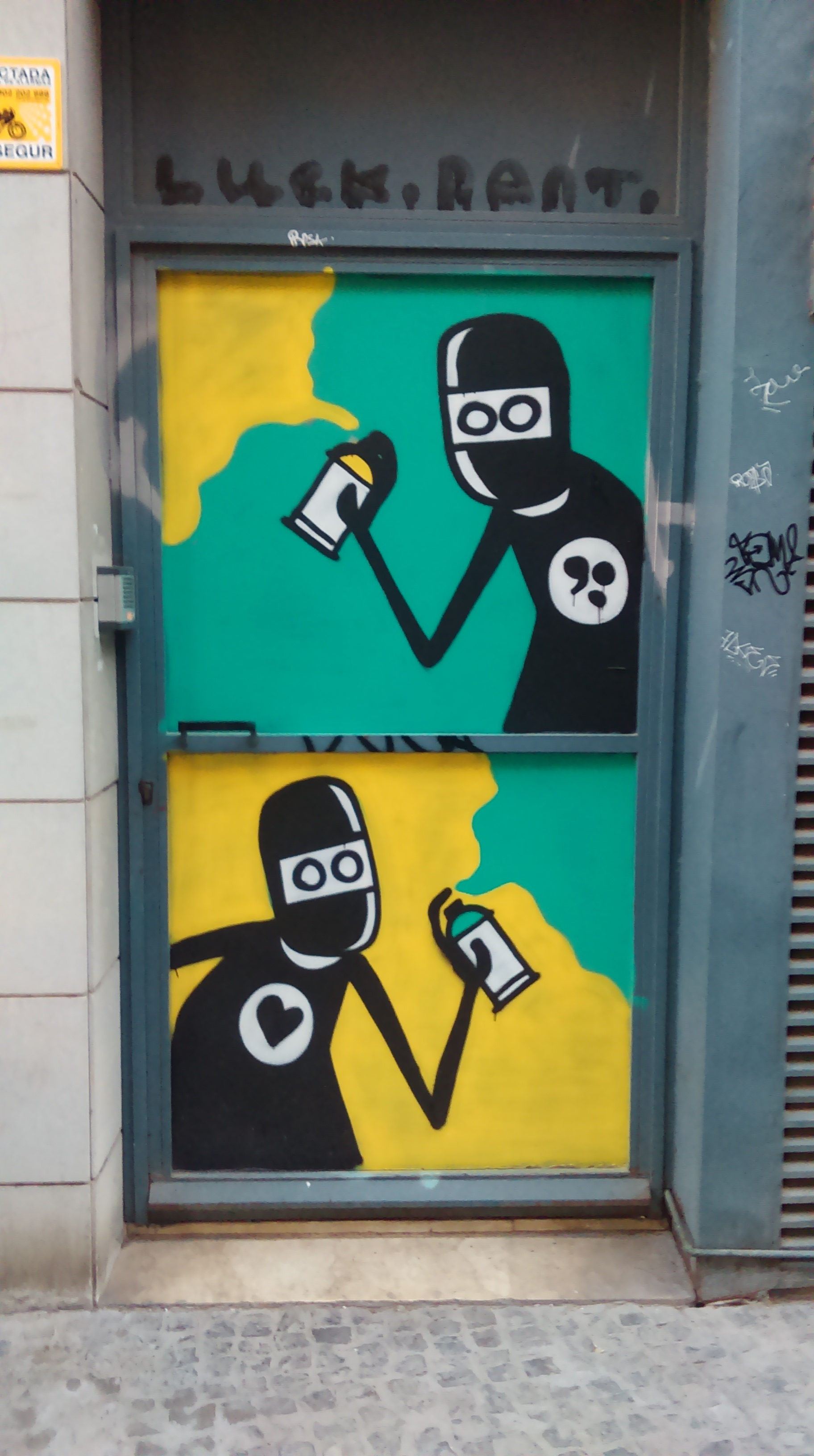
David de Limon, centre ville de Valence.

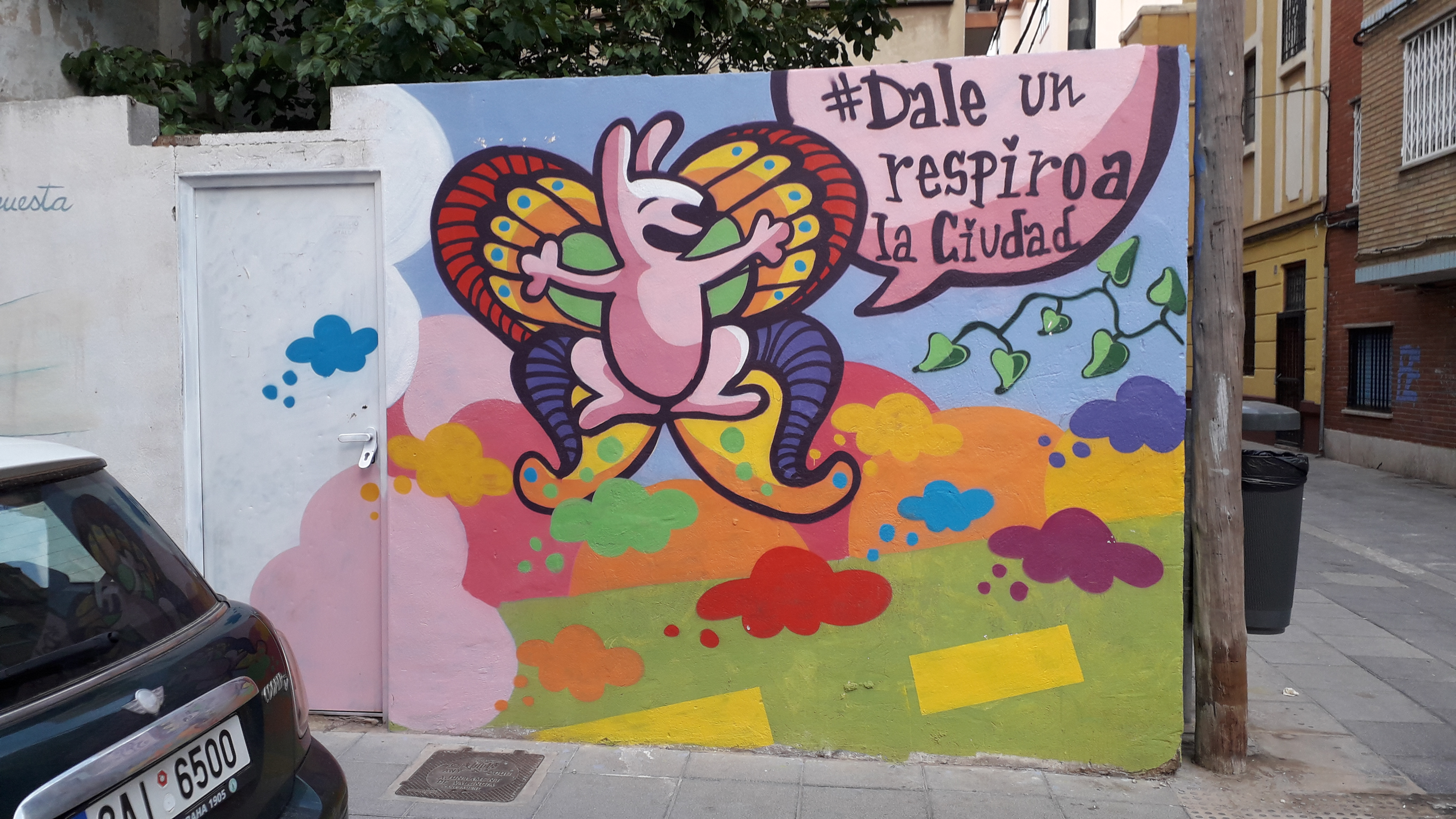
Peinture murale de Barbi et Hope dans le Cañamelar.

Valence, en Espagne, est considérée comme la capitale de l'art urbain espagnol. 

## Histoire
Depuis les années 1990, certains quartiers de la ville sont investis par des jeunes artistes urbains valenciens comme Escif, Julieta XLF, David de Limon et la Nena Wapa Wapa qui ont fait leurs études à la faculté des Beaux-Arts San Carlos de l'Université polytechnique de Valence ou des artistes venus d'ailleurs comme Disneylexia (Chili), Felipe Pantone (Argentine) ou Hyuro (Argentine).
L'importance des friches urbaines a favorisé l'éclosion de l'art urbain sous toutes ses formes : peinture à l'aérosol, autocollants, pochoirs, collages....
L'art urbain s'inscrit également dans la tradition valencienne de l'illustration graphique. Dans les années 1930, et en particulier entre 1936 et 1939 où Valence est la capitale de la Seconde République espagnole pendant la guerre civile, la ville compte parmi les meilleurs graphistes au niveau international comme Josep Renau et Arturo Ballester.

## Quartiers visés
- La vieille ville : Le Carmen
- Les quartiers périphériques : Ruzafa, Benimaclet
- Les quartiers maritimes : El Cabanyal-Canyamelar

## Principaux artistes urbains
- Barbi et Hope
- Cere
- David de Limon
- DEIF
- Disneylexia
- Escif
- Fasim
- Hyuro
- Julieta XLF
- La Nena Wapa Wapa
- MRBT62
- Felipe Pantone
- Raquel Rodrigo
- Rosh 333
- Sig Luigi
- Tona One
- Xolaka

## Galerie

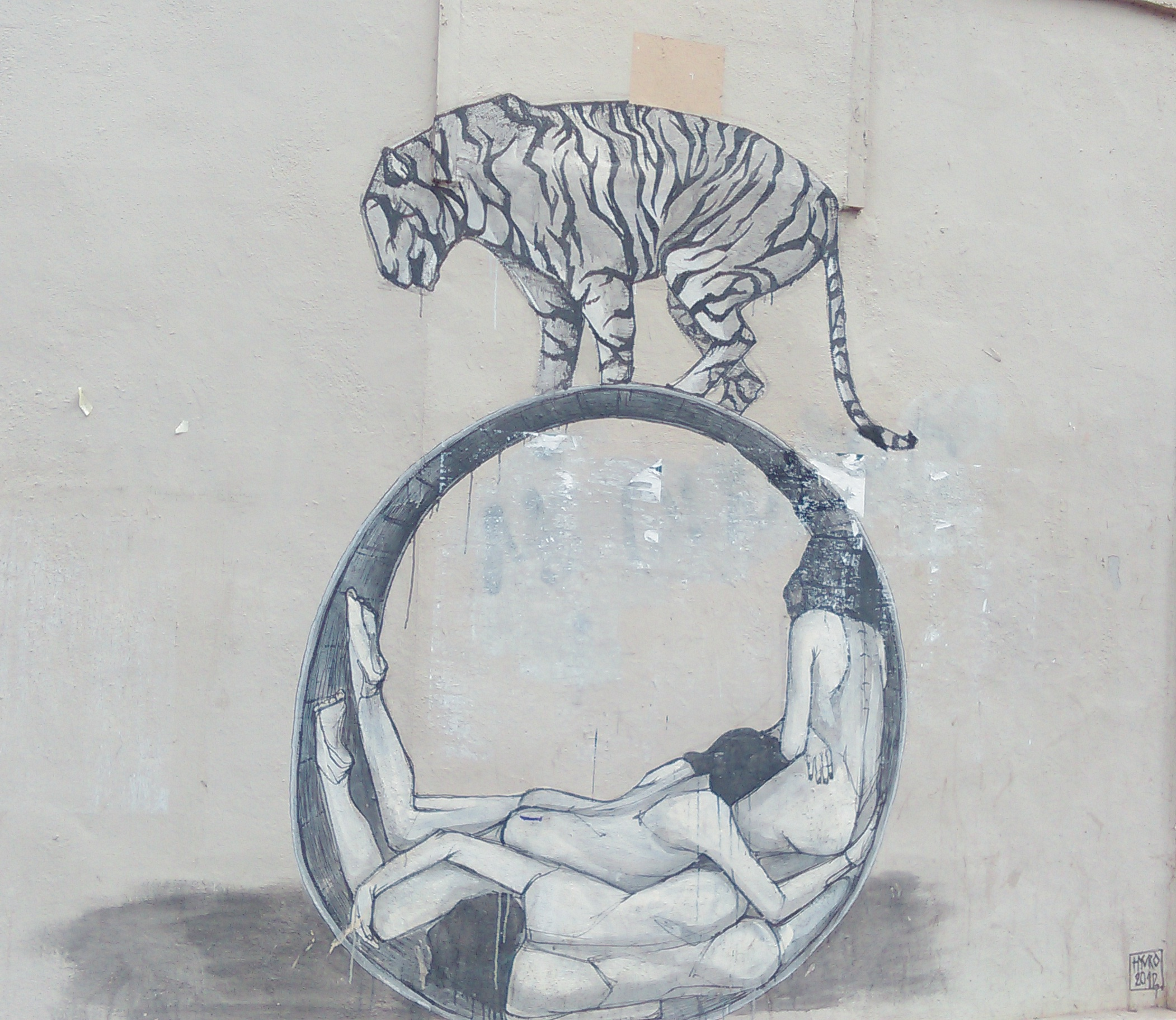
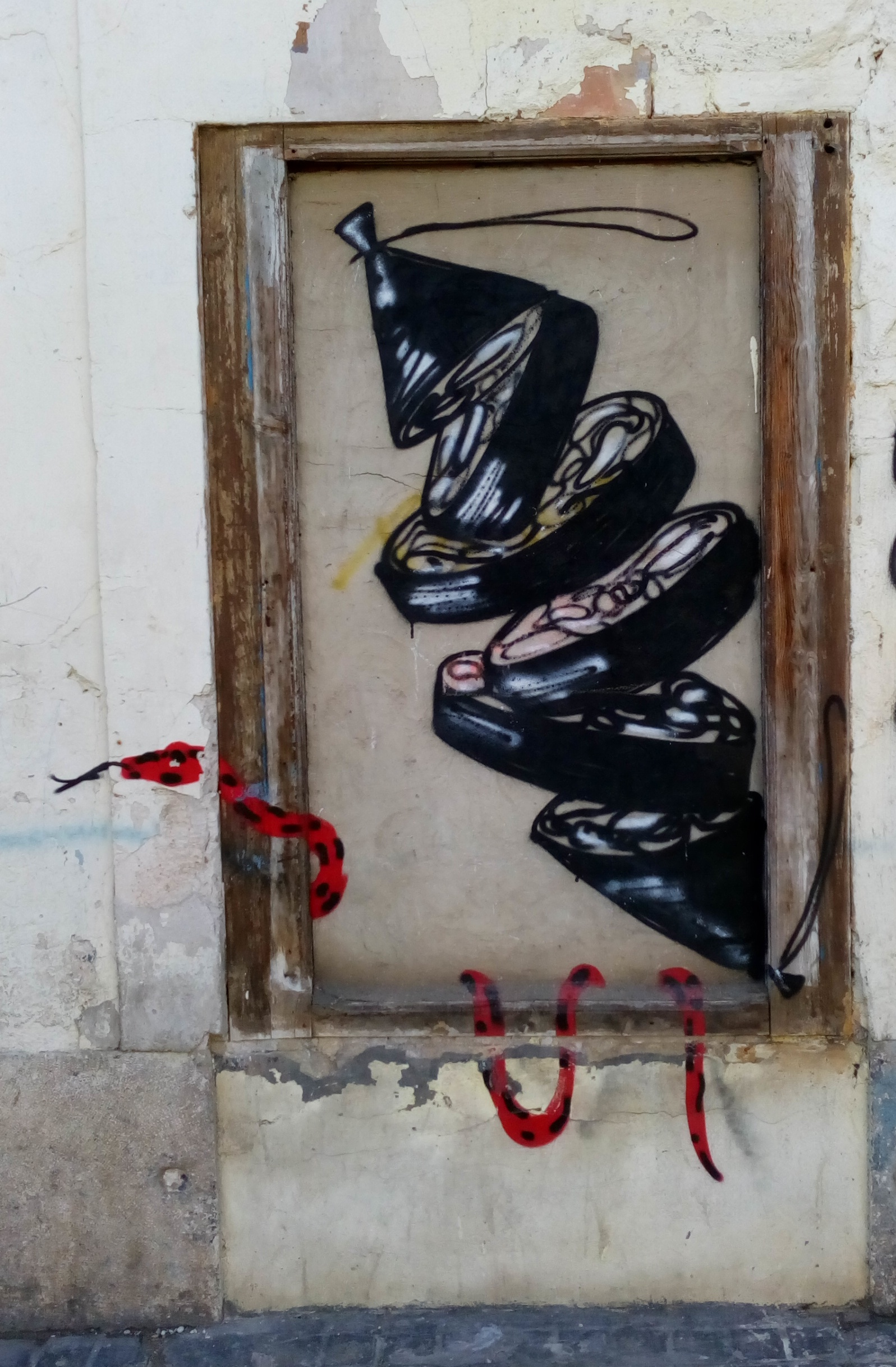
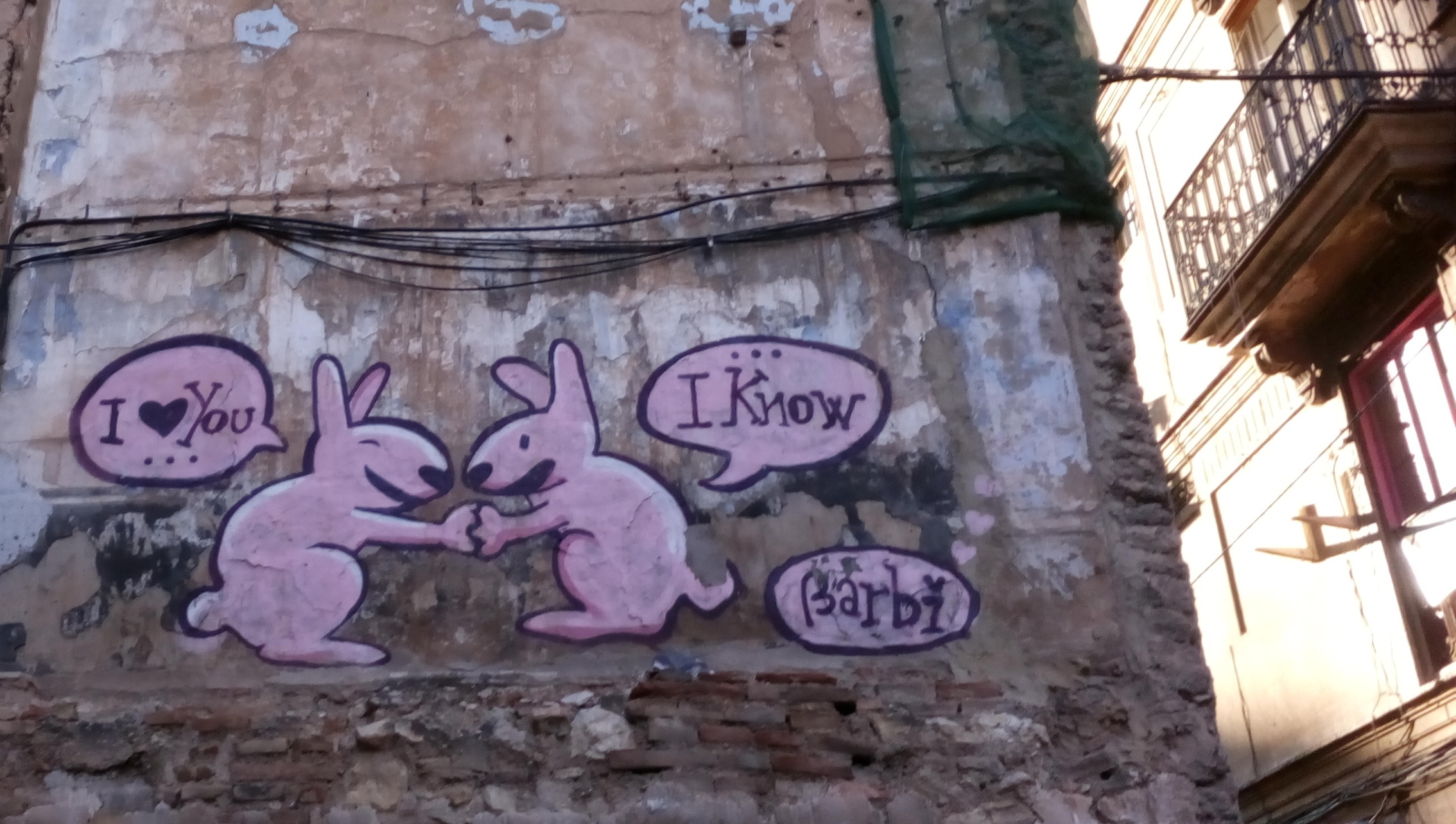
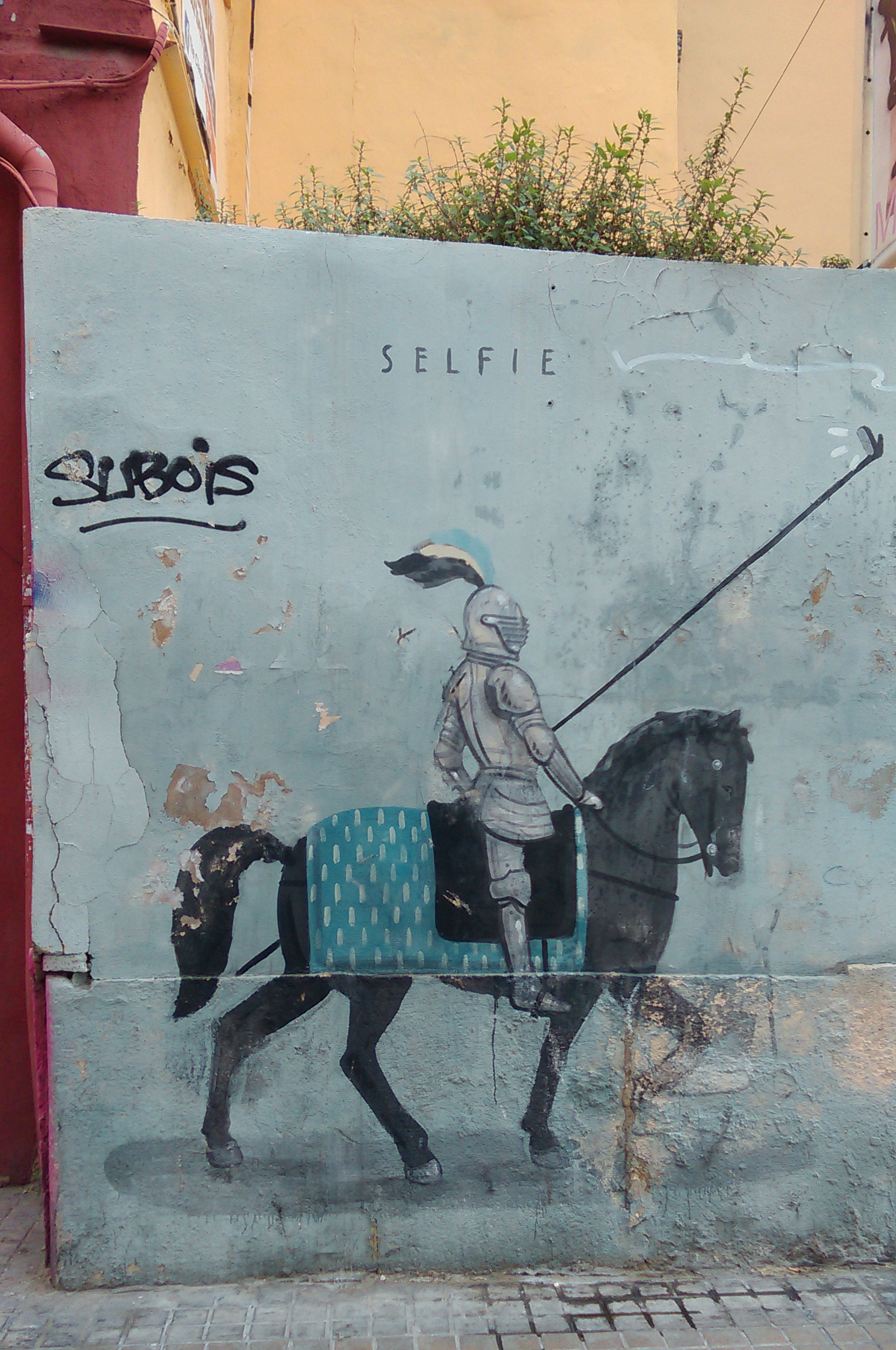
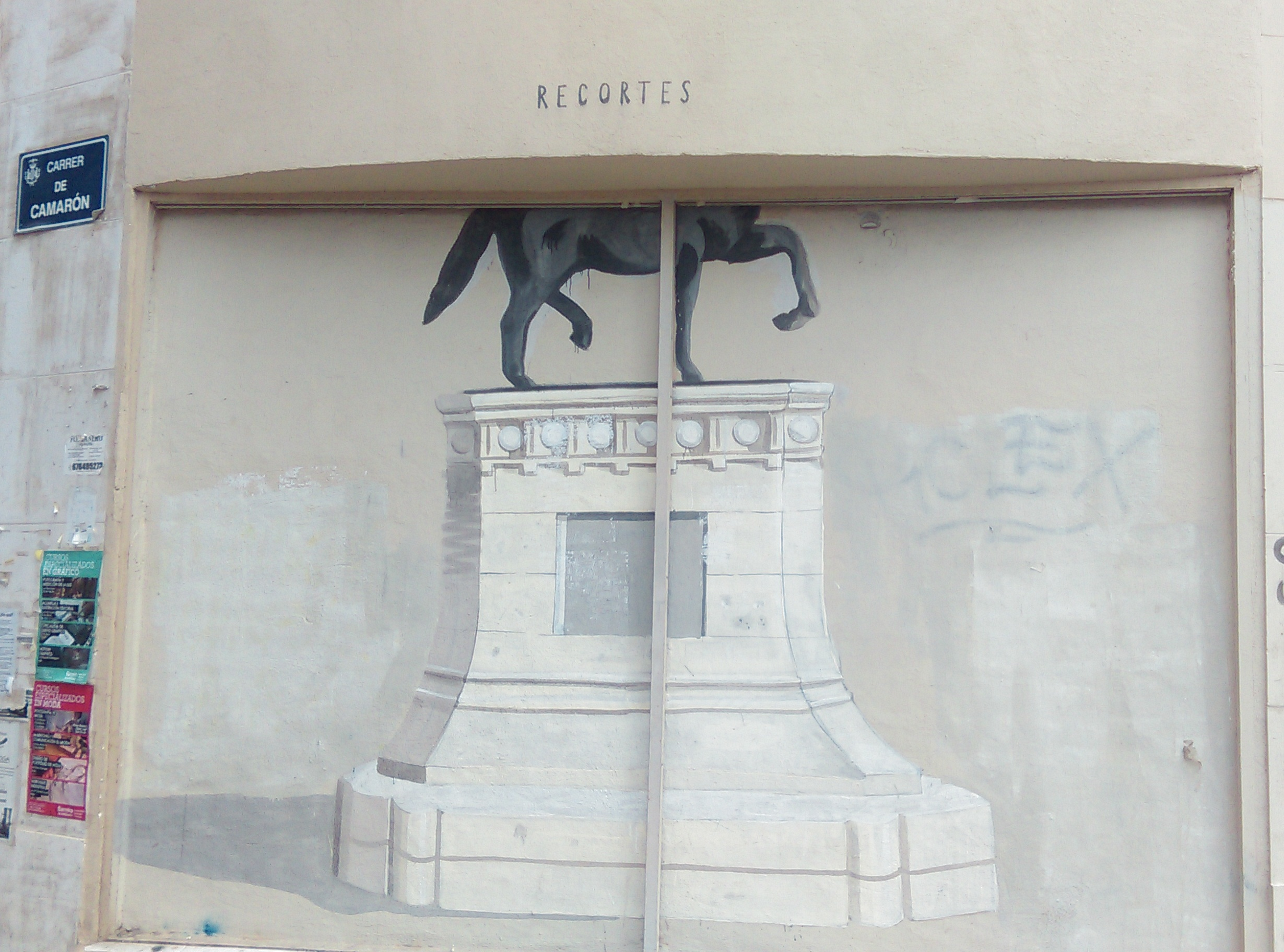
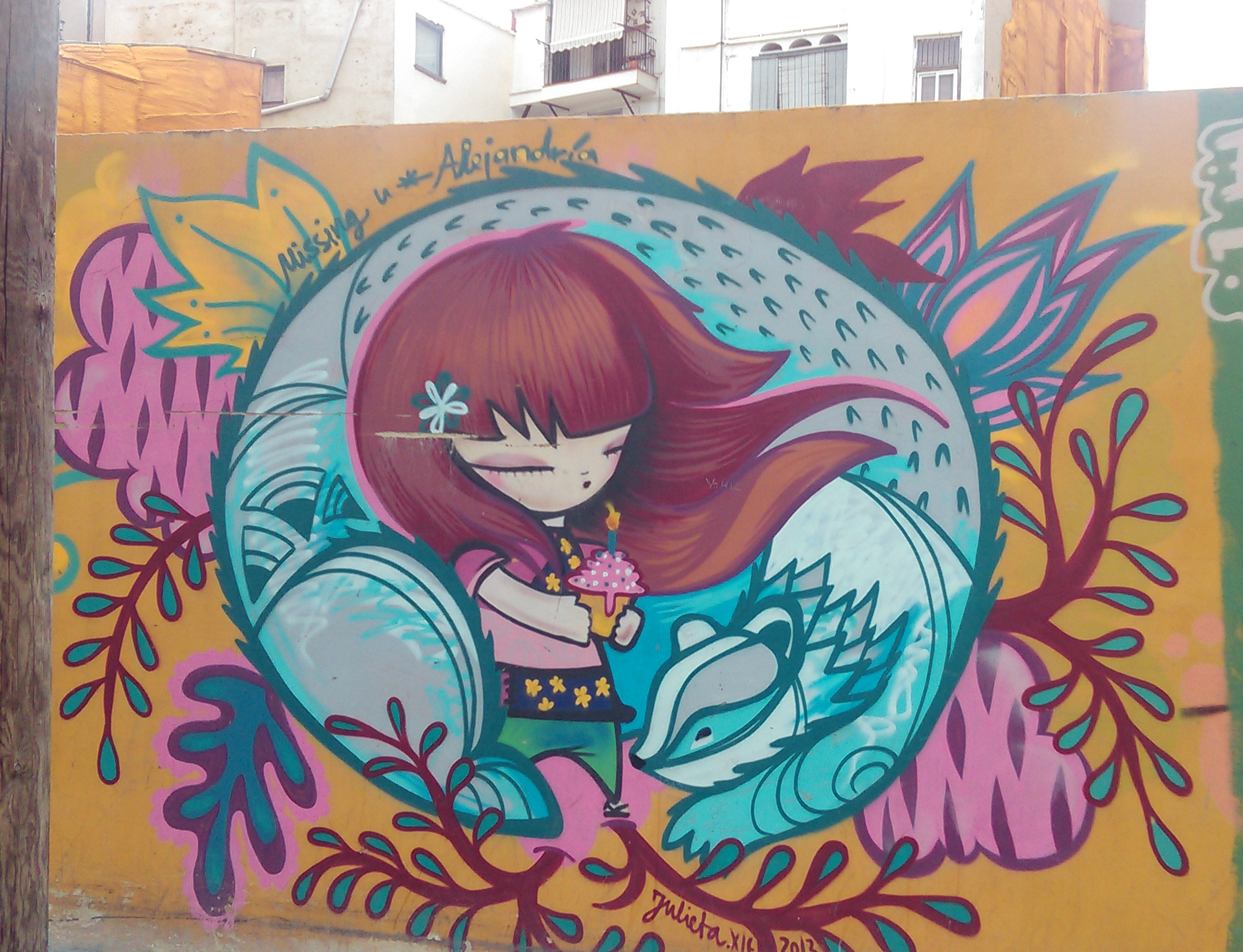
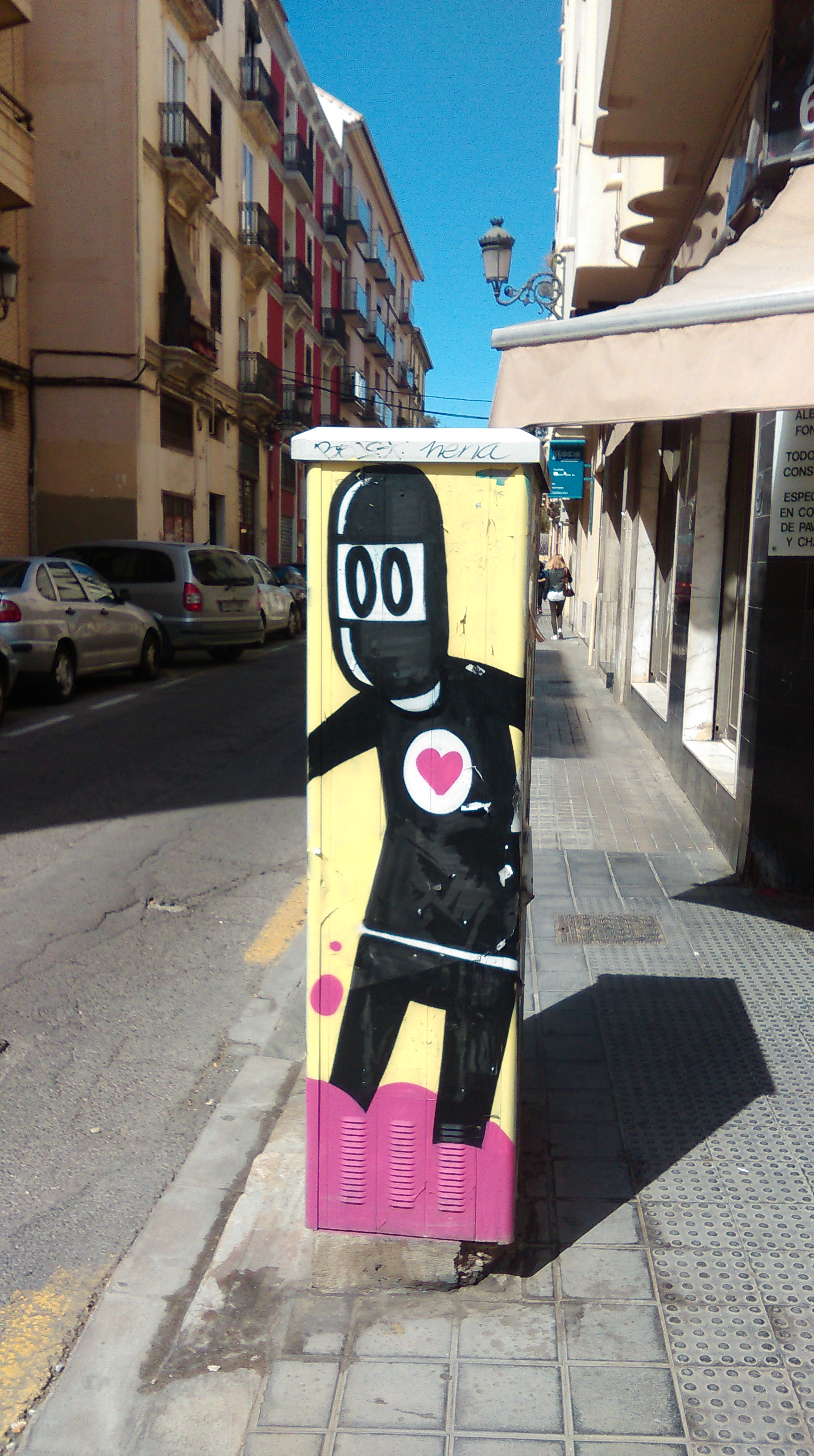
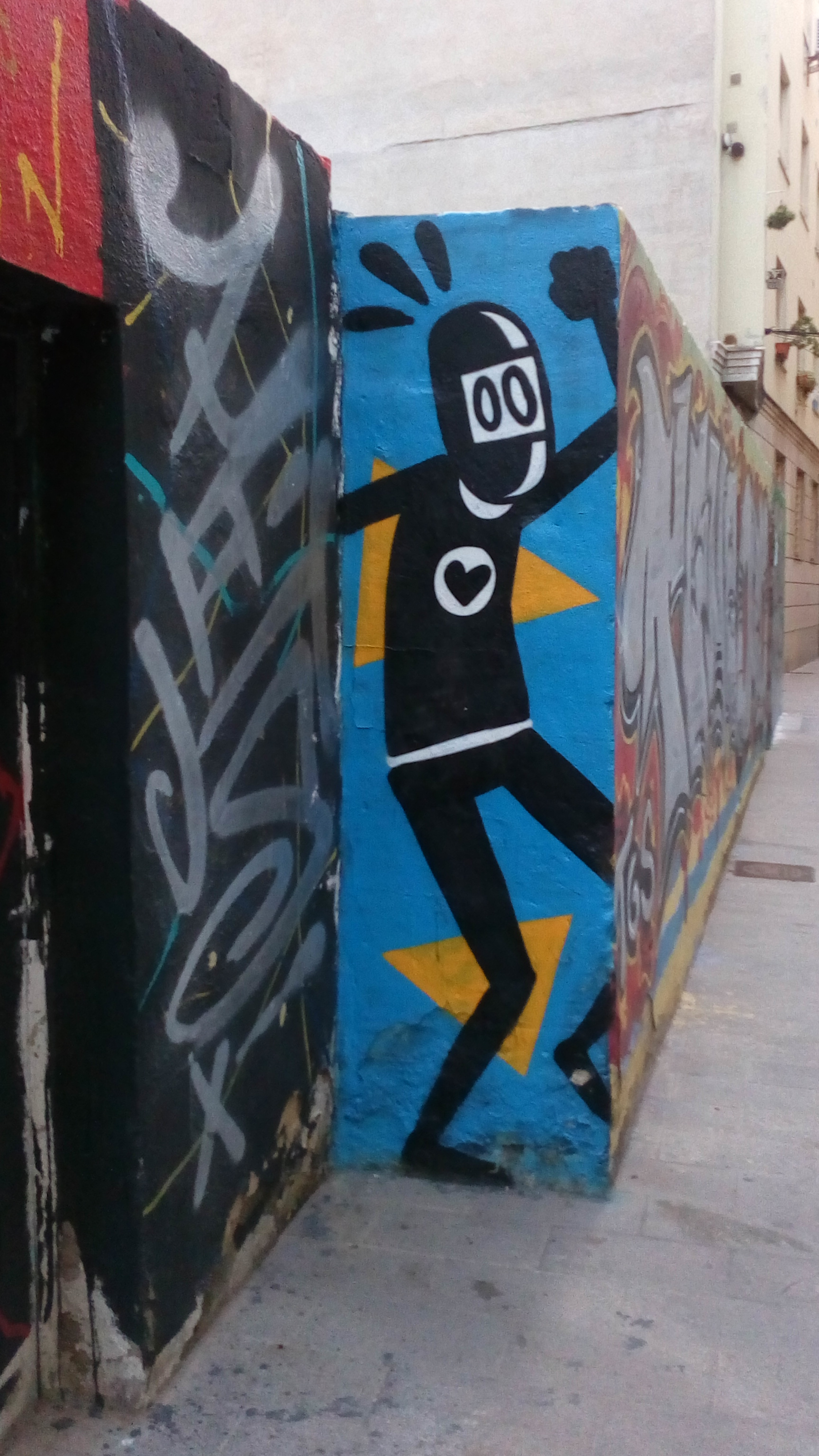
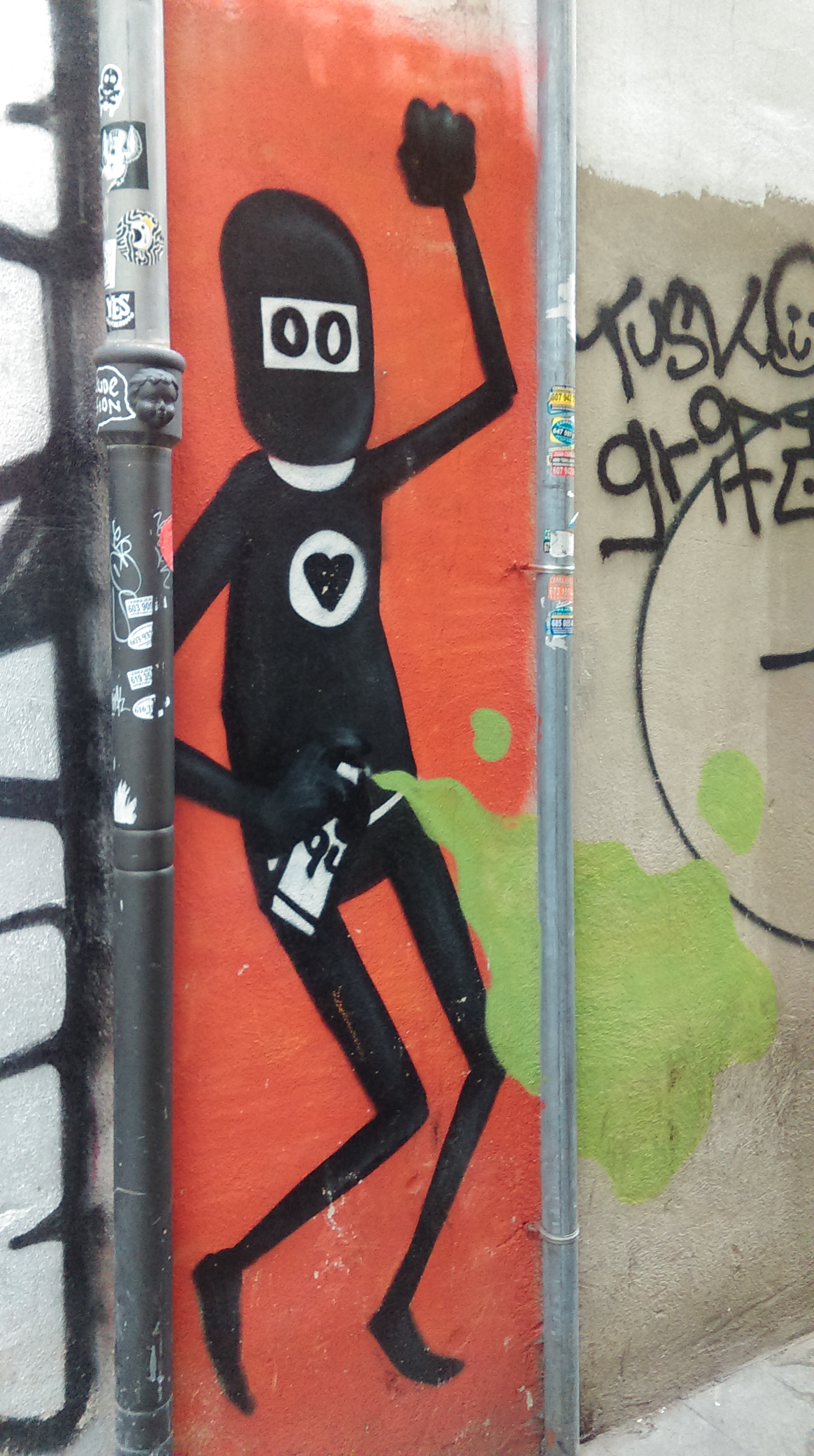
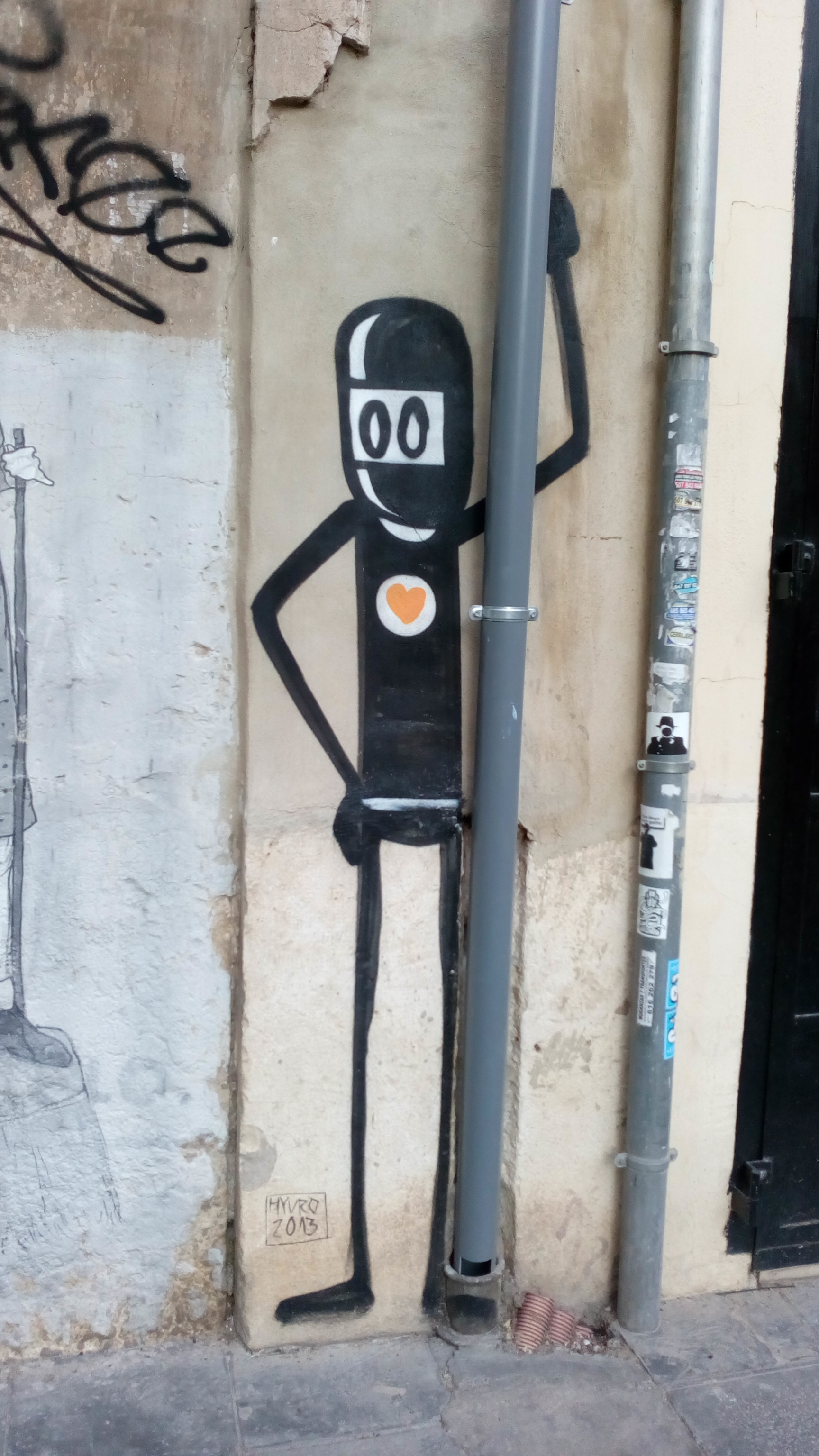
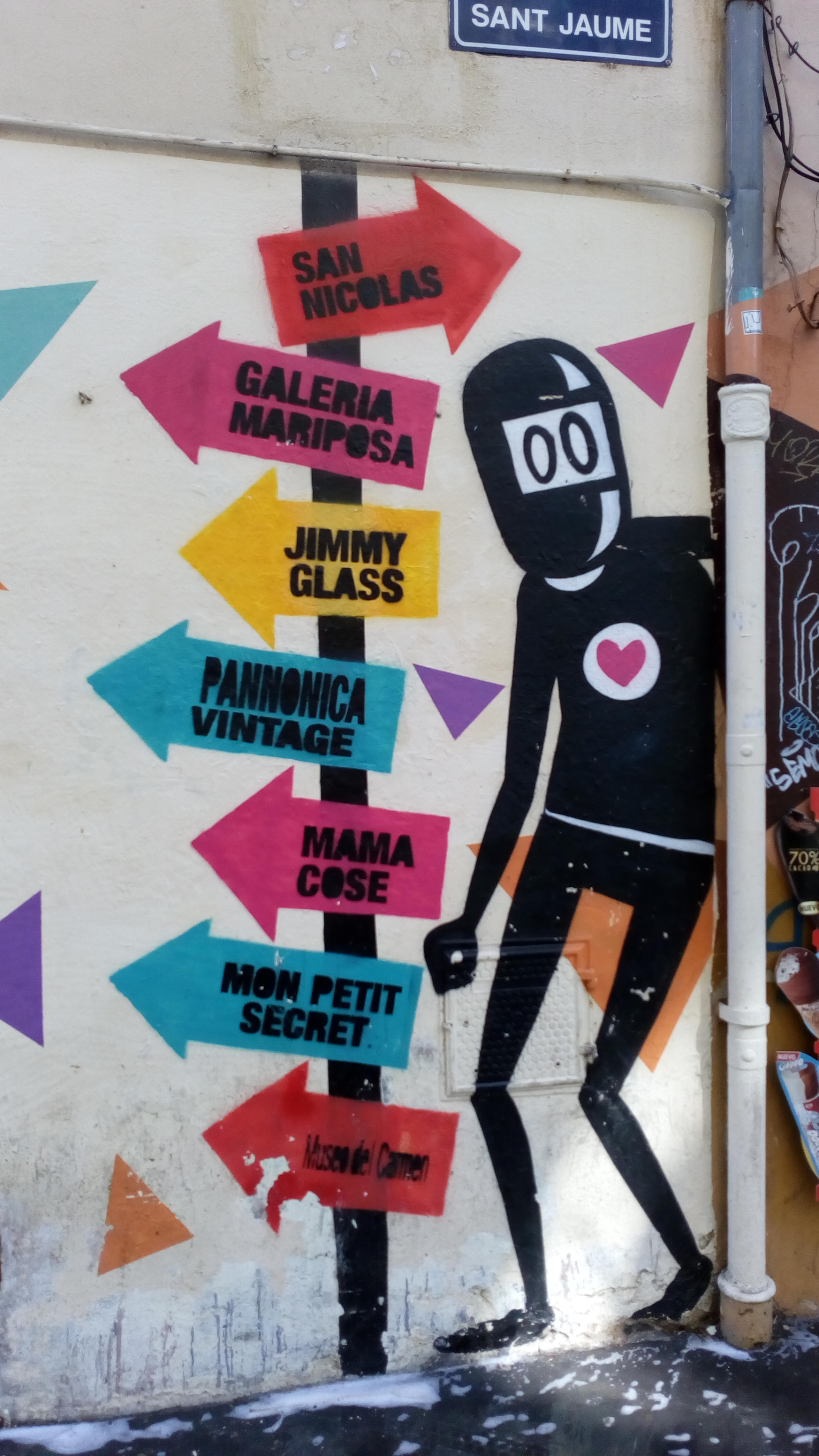
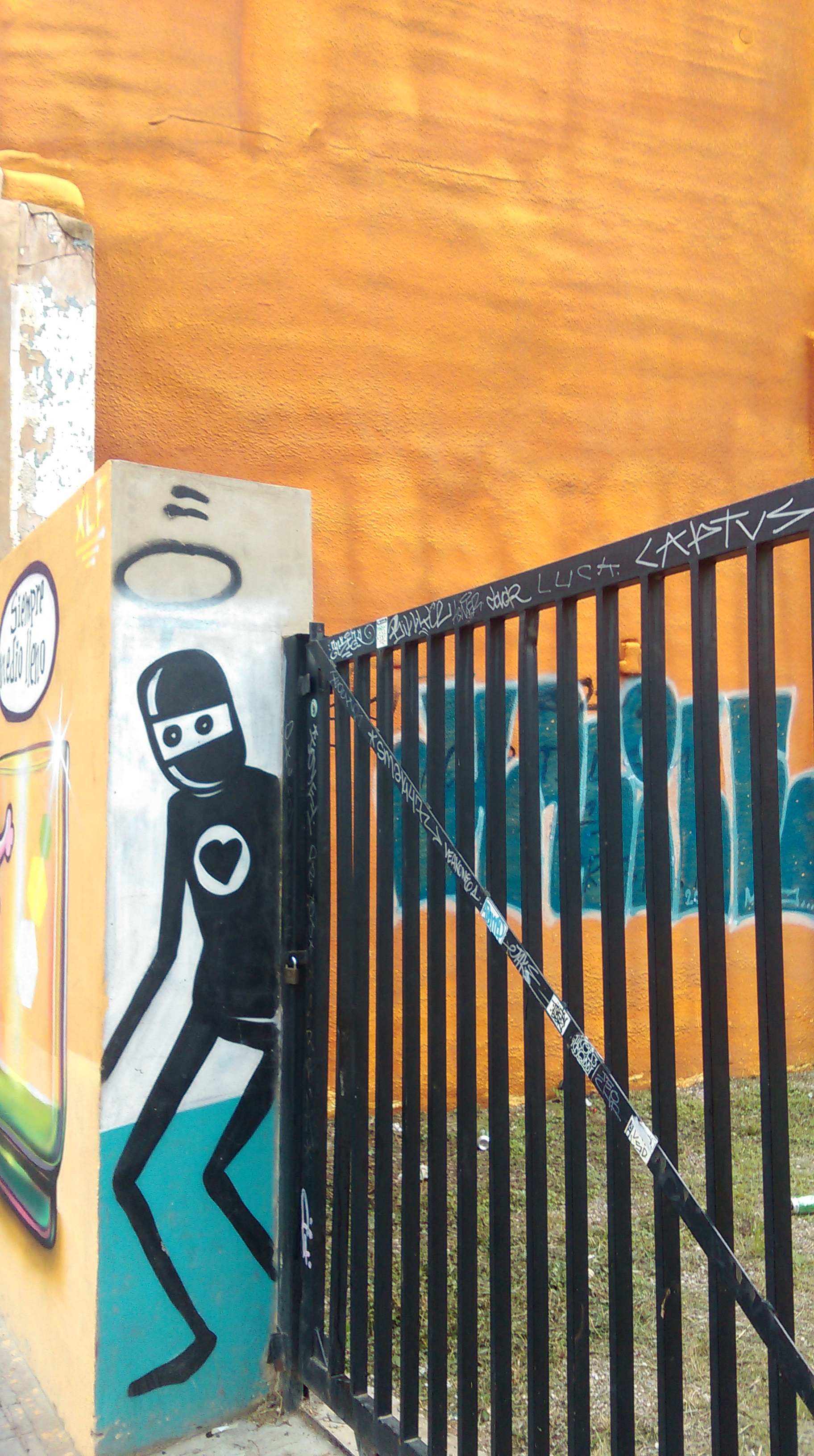
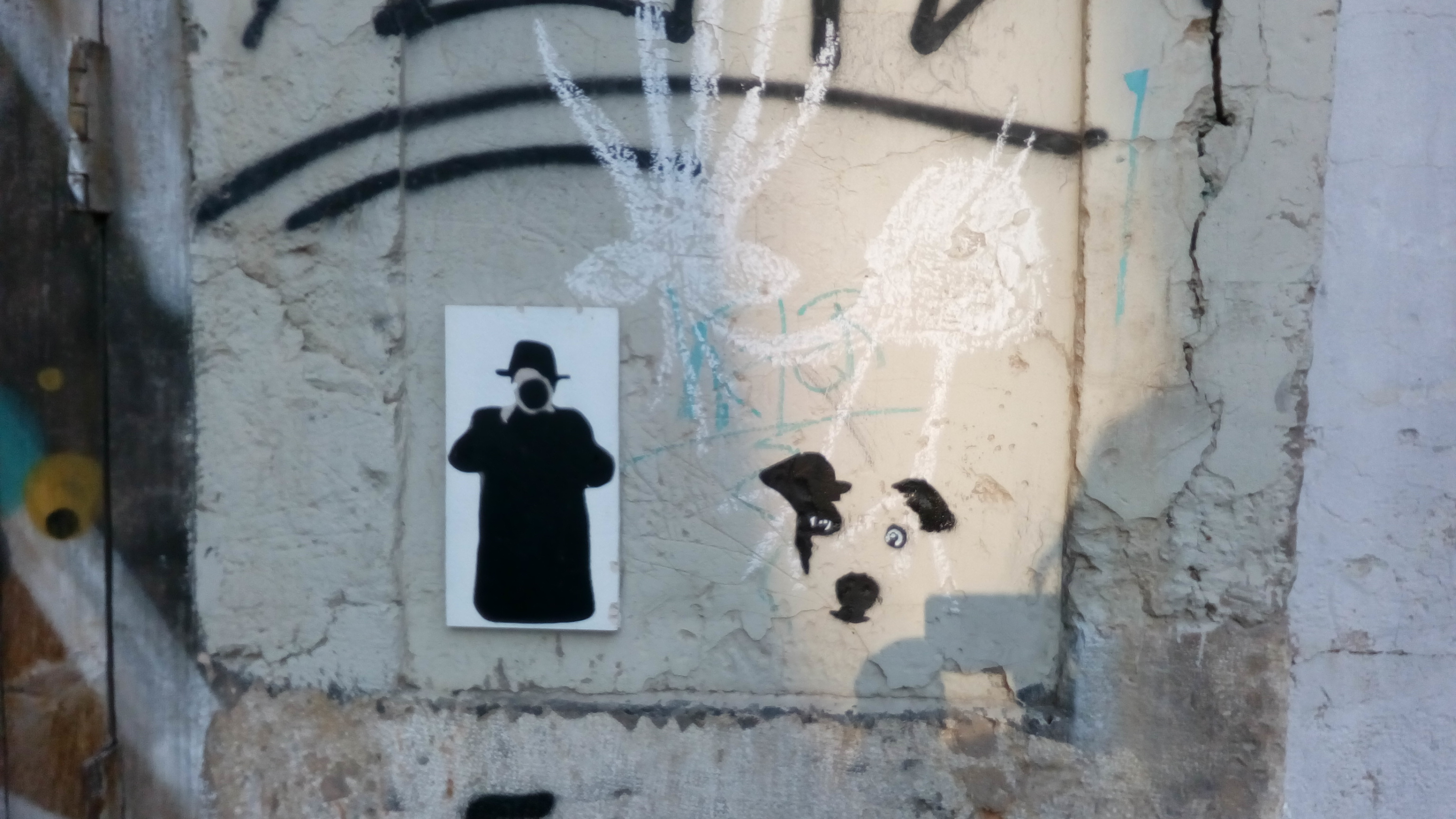
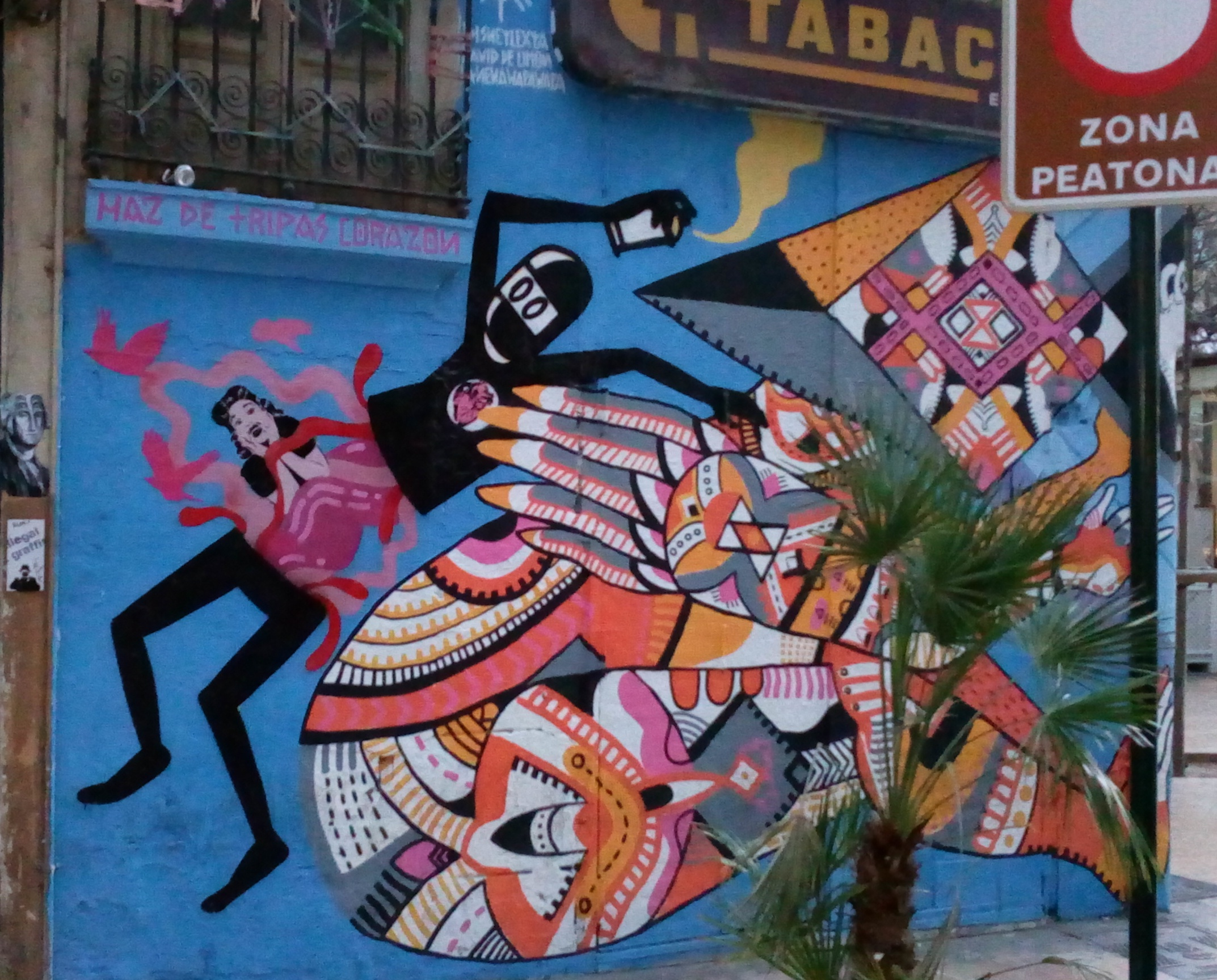
Des exemples d'art urbain à Valence (Espagne)